# Miss Universe 1954
Miss Universe 1954 var den tredje Miss Universe konkurrence, afholdt i Californien. 33 deltagere deltog i konkurrencen. Miss USA, 21-årige Miriam Stevenson, vandt konkurrencen, og blev den første Amerikanske Miss Universe.

## Resultat
- Miss Universe 1954:  USA, Miriam Stevenson
- Andenplads:  Brasilien, Maria Martha Hacker Rocha
- Tredjeplads:  Hong Kong, Virginia Lee Wai-Chun
- Fjerdeplads:  Tyskland, Regina Ernst
- Femteplads:  Sverige, Ragnhild Olausson
- Semifinalister:
  -  Argentina, Ivana Olga Kislinger
  -  Chile, Gloria Legisos Mesina
  -  Costa Rica, Marian Esquivel McKeown
  -  Frankrig, Jacqueline Beer
  -  Grækenland, Rika Diallina
  -  Italien, Maria Teresa Paliani
  -  Norge, Mona Stornes
  -  Panama, Liliana Torre
  -  Peru, Isabella León Velarde Dancuart
  -  Filippinerne, Blesilda Mueler Ocampo
  -  Uruguay, Ana Moreno

## Specielle priser
- Miss Congeniality:  Grækenland, Effie Androulakaki
- Mest populære pige i paraden:  Brasilien, Maria Martha Hacker Rocha